# 查理·布鲁克

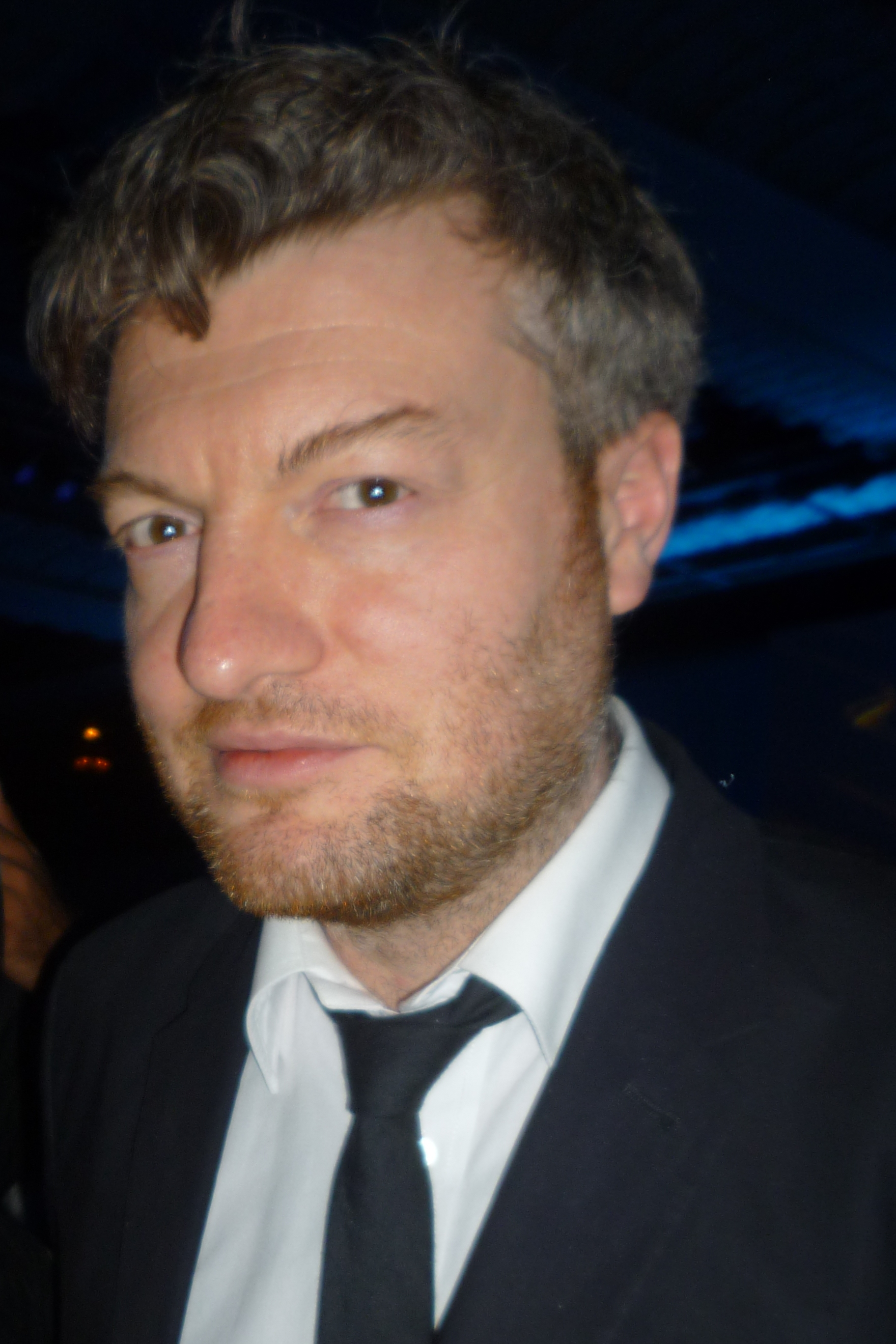
Charlie Brooker

查理·布鲁克（英語：Charlton "Charlie" Brooker，1971年3月3日—）是一位英國記者、編劇和廣播員。他的幽默風格是粗魯、低俗，常常爭議的，常常是讽刺悲观主义、帶著超現實元素的。主要作品为微型电视剧《黑镜》。